# 塞奇

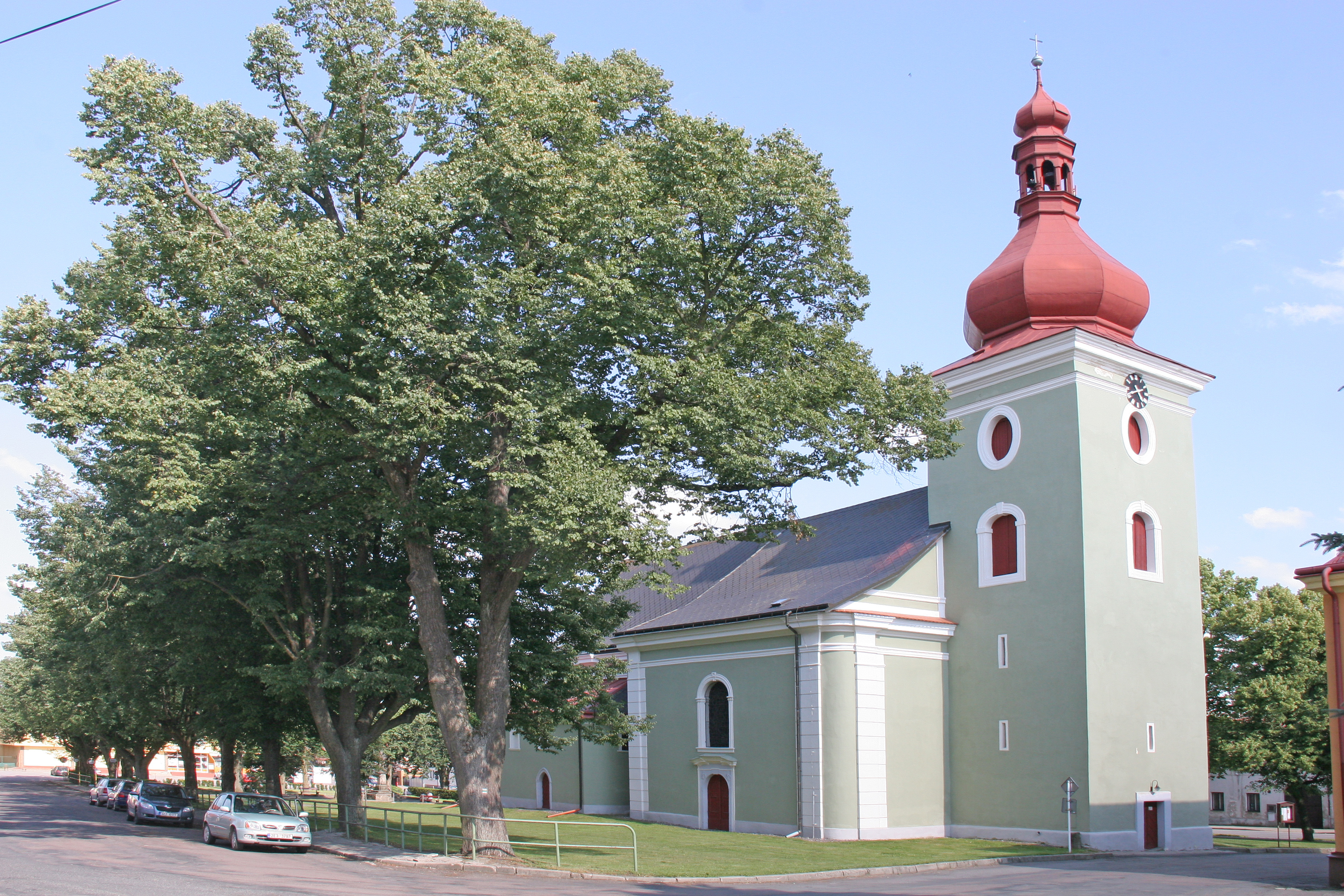

塞奇是捷克的城鎮，位於該國中部赫魯迪姆卡河左岸，距離首府帕爾杜比采15公里，由帕爾杜比采州負責管轄，面積36.67平方公里，海拔高度532米，2014年人口1,710。

## 外部連結
- Town website (cz)
- InfoČesko (cz)
- MĚSTO CHRUDIM (cz)